# Flugunfall einer Handley Page Hermes der Airwork bei Trapani
Der Flugunfall einer Handley Page Hermes der Airwork bei Trapani ereignete sich am 25. August 1952. An diesem Tag musste eine vom Flughafen Blackbushe kommende und auf einem Charterflug nach Khartum mit Zwischenstopp in Malta befindliche Handley Page HP.81 Hermes IVA der Airwork Ltd. im Mittelmeer vor Sizilien bei Nacht notgewassert werden, nachdem es auf dem Flug zu einem Triebwerks- und Elektrikausfall gekommen war. Von den 57 Insassen der Handley Page Hermes wurden dabei sieben Insassen getötet.

## Flugzeug
Das beteiligte Flugzeug war eine 1948 gebaute Maschine des Typs Handley Page Hermes mit der Werknummer HP.81/1. Es handelte sich somit um die erste je gebaute Handley Page Hermes IV, die am 24. September 1950 mit dem Luftfahrzeugkennzeichen G-ALDF auf die BOAC zugelassen wurde, welche die Hermes unter dem Taufnamen Hadrian in Betrieb nahm. Am 1. Mai 1950 ereignete sich mit der Maschine auf einem Trainingsflug ein schwerer Zwischenfall. Die Piloten führten einen Flug mit einem simulierten Triebwerksausfall durch und versuchten, die Maschine mit drei Triebwerken zu landen, als plötzlich ein weiteres ausfiel und die Hermes am Flughafen Bournemouth vor der Landebahnschwelle aufgesetzt wurde, woraufhin das Fahrwerk abgeschert wurde und die Maschine mit dem Rumpf über die Landebahn schleifte. Die Maschine wurde anschließend bei BOAC außer Betrieb genommen, ging an den Hersteller zurück und wurde bei diesem repariert. Am 27. Februar 1952 wurde die Maschine auf Airwork Ltd. zugelassen, wobei die Maschine durch Handley Page an die Fluggesellschaft verleast wurde. Als mit der Maschine Charterflüge für das britische Verteidigungsministerium durchgeführt wurden, trug die Maschine zudem zusätzlich ein militärisches Luftfahrzeugkennzeichen. Das viermotorige Mittelstreckenflugzeug war mit vier Sternmotoren des Typs Bristol Hercules 773 ausgerüstet.

## Insassen
Den Flug auf dem ersten Flugabschnitt nach Malta hatten 51 Passagiere angetreten. Es befand sich eine sechsköpfige Besatzung an Bord der Maschine.

## Unfallhergang
Die Maschine hob am 24. August 1952 um 20:25 Uhr Ortszeit vom Flughafen Blackbushe ab, wobei sich 51 Passagiere und sechs Besatzungsmitglieder an Bord befanden. Der Flug verlief ohne besondere Vorkommnisse, bis sich die Maschine um 01:25 Uhr Ortszeit des 25. August 1952 etwa 20 Meilen westlich von Trapani befand. Zu diesem Zeitpunkt hatten die Triebwerke Nr. 2 (links innen) und Nr. 3 (rechts innen) einen abnormen Lauf und wurden daher vorsätzlich abgestellt und die Propeller in die Segelstellung gebracht. Weil damit keine Generatoren mehr betrieben wurden, verblieb lediglich die in den Batterien gespeicherte elektrische Leistung, die durch den Gebrauch der Funkausrüstung zum Absenden der Notfallsignale allmählich aufgebraucht wurde. In der Folge hatten auch die Triebwerke Nr. 1 (links außen) und Nr. 4 (rechts außen) einen abnormen Lauf. Gegen 01:30 Uhr Ortszeit wurde eine Notwasserung im Meer zwischen dem Hafen von Trapani und der Insel Formica durchgeführt. Vier Passagiere ertranken nach der Notwasserung, zwei weitere Passagiere und eine Flugbegleiterin wurden vermisst.

## Ursache
Als Unfallursache wurde das Versagen von einem oder beiden auf den Innenseiten der Tragflächen gelegenen Triebwerke Nr. 2 und 3. festgestellt. Die Ursache für das Triebwerksversagen konnte nicht ermittelt werden.
Als beitragende Faktoren wurden festgestellt:
- Aufgrund ihres Wissens über einen kurz zuvor aufgrund eines Triebwerksschadens geschehenen Unfall mit dem gleichen Flugzeugtyp haben die Piloten schlussgefolgert, dass es sich auch hier um einen Triebwerksschaden handelte
- Die elektrischen Generatoren waren außer Betrieb gesetzt, nachdem die Triebwerke Nr. 2 und 3 heruntergefahren wurden
- Die in der Maschine verbauten Batterien waren ungeeignet, um bei einem Generatorausfall normale Flugfunktionen aufrechtzuerhalten oder Notfallsignale auszusenden
- Die Piloten und Flugbegleiterinnen verfügten nur über begrenzte Erfahrung mit dem geflogenen Flugzeugtyp
- Die Flugbesatzung war nur begrenzt für Notfälle dieser Art geschult
- Notfallverfahren, wurden, insbesondere durch die Flugbegleiterinnen, nicht ordentlich befolgt
- Es fehlten entweder Rettungsfloße oder sie wurden nicht genutzt.
- Sicherheitsgurte versagten

Die Untersuchungskommission war der Ansicht, dass nur eines der beiden abgeschalteten Triebwerke (Nr. 2 und 3) von alleine versagt hatte und dass der Ausfall des anderen Triebwerks einem Fehler des Flugingenieurs geschuldet war.